# Canton de Toul-Sud
Le canton de Toul-Sud est une ancienne division administrative française qui était située dans le département de Meurthe-et-Moselle.

## Administration

### Conseillers généraux de 1833 à 2015
| Période          | Période          | Identité                       | Étiquette           | Qualité                                                                                         |
| ---------------- | ---------------- | ------------------------------ | ------------------- | ----------------------------------------------------------------------------------------------- |
| 1833             | 1848             | Jean-François-Xavier Croissant | Royaliste           | Avoué puis avocat Maire de Toul (1829-1848) Député (1834-1848)                                  |
| 1848             | 1859 (décès)     | Joseph-André Didelot           |                     | Avocat, juge de paix de Thiaucourt Maire de Toul (1848-1851)                                    |
| 1859             | 1871             | Vicomte Antoine Joseph Drouot  | Majorité dynastique | Agriculteur Propriétaire à Nancy Député (1852-1870)                                             |
| 1871             | 1886             | Joseph Petitbien               | Républicain         | Géomètre, expert forestier Député (1876-1885) Maire de Blénod-lès-Toul                          |
| 1886             | 1898             | Gustave Chapuis                | Rad.                | Médecin Député (1893-1911) - Sénateur (1911-1920)                                               |
| Juillet 1898     | 1931 (décès)     | Albert Denis                   | ARD-GR              | Avocat à Toul Député (1911-1912) Maire de Toul (1898-1912, 1926-?), conseiller d'arrondissement |
| 1931             | 1940             | Paul-Léon Dauphin              | URD                 | Notaire honoraire à Toul                                                                        |
|                  |                  |                                |                     |                                                                                                 |
| 1945             | 1952 (démission) | Frédéric Rothan                | URR-RPF             | Médecin à Toul                                                                                  |
| 16 novembre 1952 | 1985             | Georges Rollin                 | CNIP                | Chef d'entreprise à Toul                                                                        |
| 1985             | 2004             | Aloys Geoffroy                 | UDF                 | Chirurgien-dentiste à Toul Député (1993-1997)                                                   |
| 2004             | 2015             | Alde Harmand                   | PS                  | Historien de l'art Maire de Toul depuis mai 2013 Elu en 2015 dans le Canton de Toul             |

### Conseillers d'arrondissement (de 1833 à 1940)
Le canton de Toul-Sud avait deux conseillers d'arrondissement.
| Période                                  | Période      | Identité                                | Étiquette   | Qualité |
| ---------------------------------------- | ------------ | --------------------------------------- | ----------- | --- |
| 1833                                     | 1836         | M. Thiéry                               |             | Négociant à Toul                                                                                            |
| 1833                                     | 1842         | M. Trousset                             |             | Propriétaire à Toul                                                                                         |
| 1836                                     | 1842         | François Claude (1789-1873)             |             | Avoué à Toul                                                                                                |
| 1842                                     | 1845         | Léopold Lefebvre de Tuméjus (1802-1854) |             | Maire de Bulligny                                                                                           |
|                                          |              |                                         |             | |
| 1889                                     | 1895         | Charles Bouchon                         | Républicain | Docteur en médecine à Toul                                                                                  |
| 1889                                     | 1913         | Emmanuel Didelot (1836-1914)            |             | Vigneron, maire de Mont-le-Vignoble, Président du conseil d'arrondissement                                  |
| 1895                                     | 1898         | Albert Denis                            | Républicain | Conseiller municipal de Toul                                                                                |
| 1901                                     | 1925         | Auguste Génin                           |             | Maire de Maizières-lès-Toul                                                                                 |
| 1913                                     | 1925         | Émile Masson                            |             | Marchand de bois, maire de Bulligny                                                                         |
| 1925                                     | 1934 (décès) | Albert Minette                          |             | Maire de Pierre-la-Treiche                                                                                  |
| 1925                                     | 1931         | Alphonse Braulotte                      |             | Propriétaire à Domgermain                                                                                   |
| 1931                                     | 1937         | Georges Henry                           |             | Agriculteur à Gye                                                                                           |
| 1934                                     | 1940         | Albert Ledur                            | Républicain | Maire de Gye                                                                                                |
| 1937                                     | 1940         | Denis Vaillant                          | URD         | Maire de Bulligny                                                                                           |
| 1940                                     |              |                                         |             | Les conseils d'arrondissement ont été suspendus par la loi du 12 octobre 1940 et n'ont jamais été réactivés |
| Les données manquantes sont à compléter. |              |                                         |             | |

## Composition
Le canton de Toul-Sud se compose d’une fraction de la commune de Toul et de quinze autres communes. Il compte 14 770 habitants (population municipale) au 1er janvier 2012.
| Nom                   | Code Insee | Intercommunalité                         | Population (dernière pop. légale)              |
| --------------------- | ---------- | ---------------------------------------- | ---------------------------------------------- |
| Toul (chef-lieu)      | 54528      | CC Terres Touloises                      | Fraction : 5 991(2012) Commune : 15 966 (2014) |
| Bicqueley             | 54073      | CC Terres Touloises                      | 911 (2014)                                     |
| Blénod-lès-Toul       | 54080      | CC du Pays de Colombey et du Sud Toulois | 1 071 (2014)                                   |
| Bulligny              | 54105      | CC du Pays de Colombey et du Sud Toulois | 485 (2014)                                     |
| Charmes-la-Côte       | 54120      | CC Terres Touloises                      | 343 (2014)                                     |
| Chaudeney-sur-Moselle | 54122      | CC Terres Touloises                      | 709 (2014)                                     |
| Choloy-Ménillot       | 54128      | CC Terres Touloises                      | 719 (2014)                                     |
| Crézilles             | 54146      | CC du Pays de Colombey et du Sud Toulois | 285 (2014)                                     |
| Domgermain            | 54162      | CC Terres Touloises                      | 1 231 (2014)                                   |
| Gye                   | 54242      | CC Terres Touloises                      | 219 (2014)                                     |
| Mont-le-Vignoble      | 54380      | CC du Pays de Colombey et du Sud Toulois | 411 (2014)                                     |
| Moutrot               | 54392      | CC du Pays de Colombey et du Sud Toulois | 296 (2014)                                     |
| Ochey                 | 54405      | CC du Pays de Colombey et du Sud Toulois | 521 (2014)                                     |
| Pierre-la-Treiche     | 54426      | CC Terres Touloises                      | 513 (2014)                                     |
| Sexey-aux-Forges      | 54505      | CC Moselle et Madon                      | 679 (2014)                                     |
| Villey-le-Sec         | 54583      | CC Terres Touloises                      | 414 (2014)                                     |

## Démographie
| 1962 | 1968 | 1975 | 1982 | 1990 | 1999 | 2009   |
| ---- | ---- | ---- | ---- | ---- | ---- | ------ |
| -    | -    | -    | -    | -    | -    | 14 685 |